# Parc Lénine
Le parc Lénine (en finnois : Lenininpuisto), est parc du quartier de Alppila à Helsinki en Finlande.

## Description
Caché derrière la Maison de la culture, le parc de 3,5 hehtares est construit sur une colline rocheuse.
Un petit ruisseau traverse le parc et se jette dans un petit étang près de la porte côté Sturenkatu.
Les deux autres entrées du parc sont situées au nord sur Vesilinnankatu et au sud en face de la porte principale du parc d'attractions Linnanmäki.
Le parc est un bon exemple de la façon dont un parc attrayant peut être créé sur un rocher presque nu.
Parmi les plantes, citons les variétés de Taxus baccata, l'érable argenté, le thuya de Corée et le groseillier des neiges, le Thujopsis dolabrata et l'épinette blanche.
La pruche du Canada est probablement la plus belle du genre à Helsinki.

## Histoire
Dans les années 1960, le  parc était nommé, parc floral.
Le parc a reçu son nom actuel en 1970 en l'honneur du centenaire de la naissance de Vladimir Ilitch Lénine, lorsqu'il a été séparé d'Alppipuisto.
L'initiative de dénomination a été prise par Mirjam Vire-Tuominen.
Depuis, il a été proposé de changer le nom du parc en Vesilinnanpuisto, Puutarhurinpuisto ou Ylipuutarhurinpuisto.
En octobre 2017, Jussi Niinistö et Sampo Terho de Sininen ont soumis une proposition de renommer le parc parc Ukko-Peka, en référence au président Pehr Evind Svinhufvud.
Le conseil municipal d'Helsinki a voté sur la question en mai 2018, et la proposition a été rejetée.
En guise de compromis, le groupe Sininen du conseil municipal a proposé le nom de parc des victimes de Lénine.
Selon Jussi Niinistö, "cela respecterait visiblement les innombrables personnes, Finlandais, Russes et représentants d'autres nationalités, qui ont été écrasées sous la tyrannie communiste créée par Lénine". Cette proposition a également été rejetée.
Le 28 mars 2023, le Conseil de l'environnement de la ville d'Helsinki a proposé de reprendre la préparation de changement de nom.
Otto Meri et 24 autres conseillers ont suggéré qu'« en raison des atrocités de Lénine et de la guerre d'agression élargie de la Russie contre le droit international, le parc devrait être renommé ».
Les rédacteurs de la déclaration ont fait appel de l'établissement du nom, ainsi que de sa valeur historique culturelle et idéologique.
« ... préserver le nom de la formule et connaître son arrière-plan augmente la compréhension du moment de la dénomination, des raisons de la dénomination et des personnes. qui ont donné le nom en leur temps ».

## Galerie

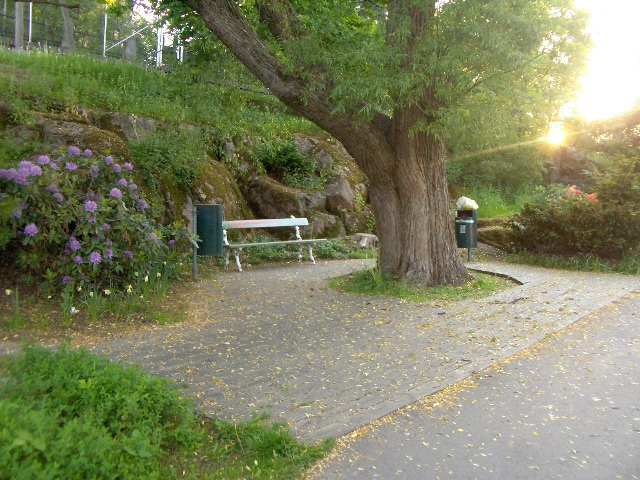
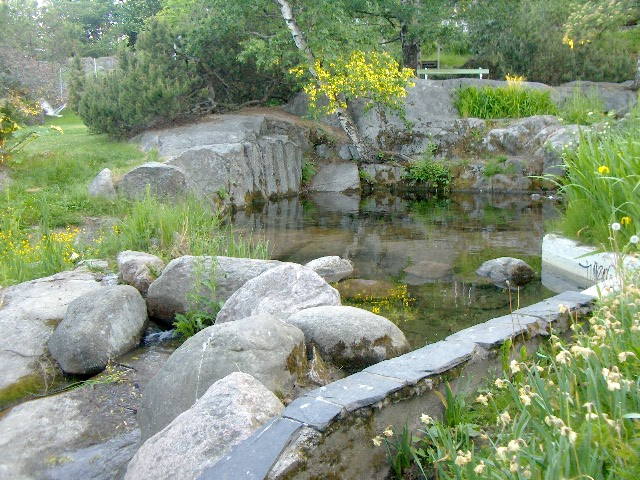
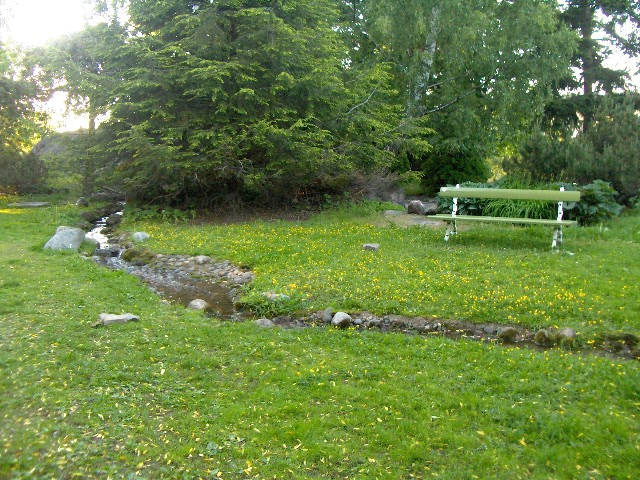
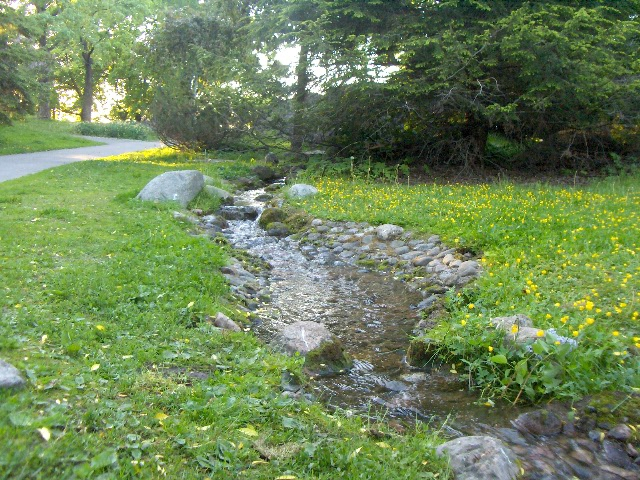